# جوزف روبرت دیویس
جوزف روبرت دیویس (انگلیسی: Joseph R. Davis; ۱۲ ژانویهٔ ۱۸۲۵ – ۱۵ سپتامبر ۱۸۹۶) فرد نظامی اهل ایالات متحده آمریکا بود.